# 1928年アムステルダムオリンピックのベルギー選手団
1928年アムステルダムオリンピックのベルギー選手団（1928ねんアムステルダムオリンピックのベルギーせんしゅだん）は、1928年7月28日から8月12日にかけてオランダのアムステルダムで開催された1928年アムステルダムオリンピックのベルギー選手団、およびその競技結果。

## 概要
今大会は銀メダル1個、銅メダル2個、合計3個のメダルを獲得した。

## メダル
| メダル | 選手名                     | 競技       | 種目         |
| ------ | -------------------------- | ---------- | ------------ |
| 銅     | レオナール・スティヤエルト | ボクシング | 男子ミドル級 |